# Cepelos (Vale de Cambra)
Pour les articles homonymes, voir Cepelos.
Cepelos est une paroisse civile portugaise (en portugais : freguesia) de la municipalité de Vale de Cambra dans le district d'Aveiro.

## Géographie
La paroisse de Cepelos s'étend sur 18,93 km2.
Les principaux villages de Cepelos sont :
- Cepelos
- Gatao
- Merlães
- Paçô
- Póvoa dos Chões
- Tabaço
- Viadal
- Vilar

## Patrimoine
- Pont de Cavalos
- Colline des risques

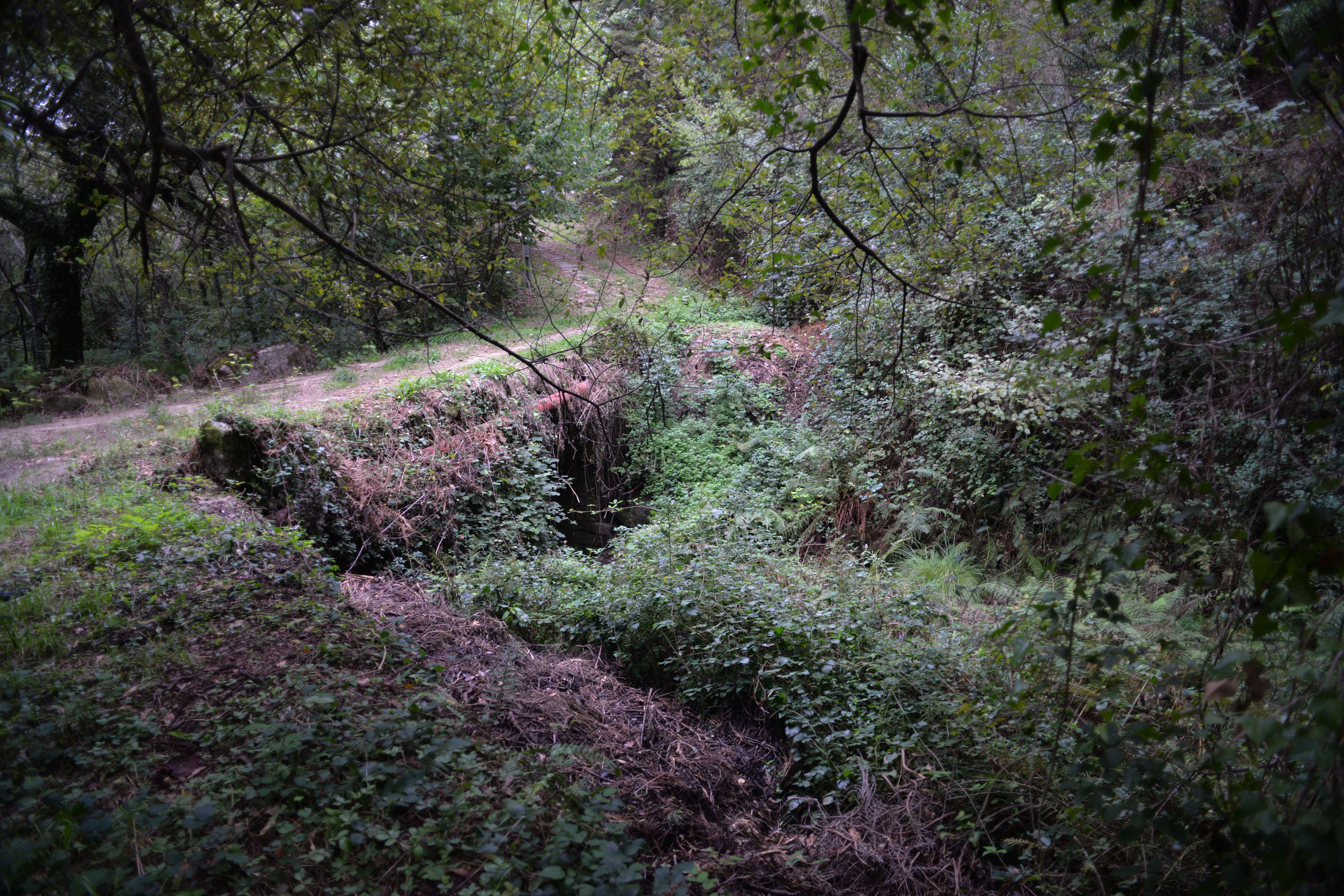
Le pont de Cavalos.

- Église de São João Baptista (matriz)
- Cruzeiros na estrada em Gatão e em Cepelos de Baixo
- Chapelle de Nossa Senhora dos Remédios e de Santo António
- Maison du dix-huitième siècle à Cepelos de Baixo
- Mamoa de Irijó
- Passage de la rivière Caima
- Barrage Engenheiro Duarte Pacheco

## Démographie
Lors du recensement de 2021, Cepelos compte 1 157 habitants.
| Nombre de résidents | Nombre de résidents | Nombre de résidents | Nombre de résidents | Nombre de résidents | Nombre de résidents | Nombre de résidents | Nombre de résidents | Nombre de résidents | Nombre de résidents | Nombre de résidents | Nombre de résidents | Nombre de résidents | Nombre de résidents | Nombre de résidents | Nombre de résidents |
| ------------------- | ------------------- | ------------------- | ------------------- | ------------------- | ------------------- | ------------------- | ------------------- | ------------------- | ------------------- | ------------------- | ------------------- | ------------------- | ------------------- | ------------------- | ------------------- |
| 1864                | 1878                | 1890                | 1900                | 1911                | 1920                | 1930                | 1940                | 1950                | 1960                | 1970                | 1981                | 1991                | 2001                | 2011                | 2021                |
| 1 102               | 1 200               | 1 118               | 1 221               | 1 285               | 1 295               | 1 628               | 1 636               | 1 708               | 1 822               | 1 719               | 1 667               | 1 759               | 1 587               | 1 313               | 1 157               |